# زالمتال
زالمتال (به آلمانی: Salmtal) یک شهر در آلمان است که در برنکاستل-ویتلیش واقع شده‌است. زالمتال ۲٬۴۱۸ نفر جمعیت دارد.